# Орєхов (хутір)
Орєхов (рос. Орехов; адиг. Орехов) — хутір Шовгеновського району Адигеї Росії. Входить до складу Дукмасовського сільського поселення.
Населення — 150 осіб (2015 рік).